# Sœurs de Saint Michel Archange
Les Sœurs de Saint Michel Archange (en latin : Congregatio Sororum a Sancto Michaele Archangelo) est une congrégation religieuse enseignante, hospitalière et missionnaire de droit pontifical.

## Historique
Les origines de la congrégation, comme celles de la branche masculine des Michaëlites, remontent à la société de tempérance et de travail fondée par Bronislas Markiewicz pour l'éducation des jeunes pauvres et abandonnés. L'une des premières collaboratrices de Markiewicz est Anna Kaworek considérée comme cofondatrice de l'institut. L'évêque de Przemyśl, Anatol Nowak (pl) approuve la congrégation religieuse le 21 août 1928 qui devient de droit diocésain.
L'approbation pontificale est accordée le 5 juin 1956par Mgr Michał Klepacz (pl), évêque du diocèse de Łódź au nom du cardinal Stefan Wyszyński, primat de Pologne à qui le Saint-Siège avait donné des facultés particulières compte tenu de la situation politique de l'époque. Les constitutions religieuses sont définitivement approuvées par le Saint-Siège le 15 mars 1963. 
L'apostolat des religieuses se limite à la Pologne jusqu'en 1976, année où le pape Paul VI envoie une communauté en Libye. En 1978, elles s'installent en Allemagne et, en 1983, une mission est ouverte au Cameroun.

## Activité et diffusion
Les Sœurs travaillent dans les écoles, les paroisses, les hôpitaux, les maisons de retraites et dans les missions.
Elles sont présentes en :
- Europe : Pologne, Allemagne, Biélorussie, France, Italie.
- Afrique : Cameroun.

La maison-mère est à Miejsce Piastowe.
En 2017, la congrégation comptait 246 sœurs dans 36 maisons.